# Powiat głogówecki
Powiat głogówecki (łac. circulus superioris Glogoviae) – powiat sądowy Monarchii Habsburgów, istniejący w latach 1532–1742. Jego siedzibą było miasto Głogówek.

## Geografia
Obszar powiatu głogóweckiego w większości zajmowały równiny. Sięgał po lasy Smolarni z Przechodem na północy, na zachodzie jego granica biegła na linii Rzymkowice–Pogórze–Solec–Olszynka–Laskowice; na południu: Racławice Śląskie–Dzierżysławice–Wróblin–Zwiastowice; na wschodzie: Dobra–Steblów–Borek–Brożec–Grocholub–Walce–Dobieszowice. Powiat posiadał eksklawy Łężce i Rozwadza. Powierzchnia powiatu wynosiła 568 km².

## Historia
Powiaty sądowe uformowały się na Śląsku wokół niektórych miejscowości z prawami miejskimi, zastępując kasztelanie (wcześniej okręgi grodowe). Każde miasto, które zostało siedzibą powiatu, posiadało własny sąd, który stał się instytucją apelacyjną dla sądów wiejskich. Jednocześnie Głogówek stał się ośrodkiem sądowniczym dla okolicznych wsi oraz centrum gospodarczym, gdzie na organizowanych co tydzień targach można było kupić oraz sprzedać własny towar. Prawo milowe zabraniało osiedlania się rzemieślnikom w promieniu 1 mili od miasta, a w karczmach można było sprzedawać tylko piwo miejskie. Mieszkańcy wsi w razie potrzeby mogli schronić się w murach miasta lub zamku. W zamian byli zobowiązani do odnawiania murów obronnych miasta i zamku.
Po wojnach śląskich teren Śląska został podzielony (ostatecznie w 1763) pomiędzy Królestwo Prus i Monarchię Habsburgów. Do państwa Hohenzollernów włączono większą część Śląska, w tym powiat głogówecki. Królestwo Prus zdobyte terytorium nazwało prowincją Śląsk i w 1741 podzieliło na 2 departamenty kameralne. Powiaty prudnicki, bialski, głogówecki oraz gmina Ścinawa Mała zostały połączone w jeden wspólny powiat prudnicki, na czele którego stał starosta.

## Mieszkańcy
Mieszkańcy powiatu głogóweckiego w większości posługiwali się językiem polskim.

## Struktura
W 1736 w skład powiatu wchodziły:
- miasta: Głogówek, Strzeleczki
- wsie: Biedrzychowice, Biernatów, Błażejowice Dolne, Borek, Brożec, Brzeźnica, Chudoba, Chrzelice, Czartowice, Ćwiercie, Damasko, Dobieszowice, Dobra, Dziedzice, Dzierżysławice, Frącki, Głogowiec, Golczowice, Gostomia, Grocholub, Kapełków, Kazimierz, Kierpień, Klisino, Komorniki, Kórnica, Krobusz, Kromołów, Kujawy, Kuźnica Ligocka, Laskowice, Łącznik, Łężce, Łowkowice, Mionów, Mochów, Mokra, Moszna, Nowe Kotkowice, Nowa Wieś Prudnicka, Nowy Browiniec, Nowy Dwór Prudnicki, Olbrachcice, Olszynka, Pietna, Pisarzowice, Pogórze, Przechód, Racławice Śląskie, Racławiczki, Radostynia, Rostkowice, Rozkochów, Rozwadza, Róża, Rzepcze, Rzymkowice, Słoków, Smolarnia, Solec, Stare Kotkowice, Steblów, Sysłów, Szonów, Ściborowice, Twardawa, Walce, Wawrzyńcowice, Wierzch, Wilków, Wróblin, Wyszków, Zabierzów, Zawada, Zielina, Zwiastowice